# Ногайская даруга (Казанское ханство)
Ногайская даруга или Нагайская дорога — административно-территориальная единица (даруга) Казанского ханства. Административный центр — Городище Чаллы.

## История
В Казанском ханстве Ногайская даруга являлась одной из пяти даруг государства.
После завоевания Казанского ханства Московским государством становится административно-территориальной единицей в Русском государстве, а позже и в составе Российской империи.

Карта части Нагайской и Зюрейской дорог Казанского уезда, 1768 г.